# Karang Sidemen
Karang Sidemen is een bestuurslaag in het regentschap Centraal-Lombok van de provincie West-Nusa Tenggara, Indonesië. Karang Sidemen telt 5383 inwoners (volkstelling 2010).